# Kanton Sumène
Kanton Sumène (francouzsky Canton de Sumène) je francouzský kanton v departementu Gard v regionu Languedoc-Roussillon. Tvoří ho sedm obcí.

## Obce kantonu
- Roquedur
- Saint-Bresson
- Saint-Julien-de-la-Nef
- Saint-Laurent-le-Minier
- Saint-Martial
- Saint-Roman-de-Codières
- Sumène